# Welfare queen
Pour les articles homonymes, voir Welfare.
Welfare queen est un terme péjoratif utilisé aux États-Unis pour faire référence aux personnes accusées de percevoir trop de prestations sociales  (welfare aids) par la fraude ou la manipulation. Le terme est apparu dans le lexique américain lors de la campagne de Ronald Reagan pour les primaires républicaines à l'élection présidentielle américaine de 1976, où il décrivit une prétendue welfare queen du South Side de Chicago. Reagan s'inspire alors vaguement d'une femme (Linda Taylor (en)) qui a vraiment existé. Taylor finançait cependant son mode de vie luxueux par une multitude d'activités criminelles (usurpation d'identités, escroqueries de toute sortes) et elle n'avait en réalité volé à l'État que 5 800 dollars, au lieu des 150 000 imaginés par Reagan. 
Depuis, l'emploi de ce terme dénote une stigmatisation des mères pauvres américaines ne vivant que de l'aide sociale avec, des études l'ayant montré, souvent des connotations sexistes et/ou raciales,.